# 1番街駅 (BMTカナーシー線)
1番街駅（1ばんがいえき、英: First Avenue）はマンハッタン区のグラマシー、スタイベサント・タウン、イースト・ヴィレッジに跨がるニューヨーク市地下鉄BMTカナーシー線の駅である。 終日L系統が停車する。

## 駅構造
| G          | 地上階                       | 出入口 エレベーター、アベニューAと14丁目の交差点北西（北行ホーム）と南西（南行ホーム） |
| M          | 改札階                       | 改札口、駅員室、メトロカード/OMNY自動販売機                                            |
| P ホーム階 | 相対式ホーム、右側ドアが開く | 相対式ホーム、右側ドアが開く                                                           |
| P ホーム階 | 北行線                       | ← 8番街駅ゆき（3番街駅）                                                               |
| P ホーム階 | 南行線                       | → カナーシー-ロッカウェイ・パークウェイ駅ゆき（ベッドフォード・アベニュー駅）→         |
| P ホーム階 | 相対式ホーム、右側ドアが開く |                                                                                        |

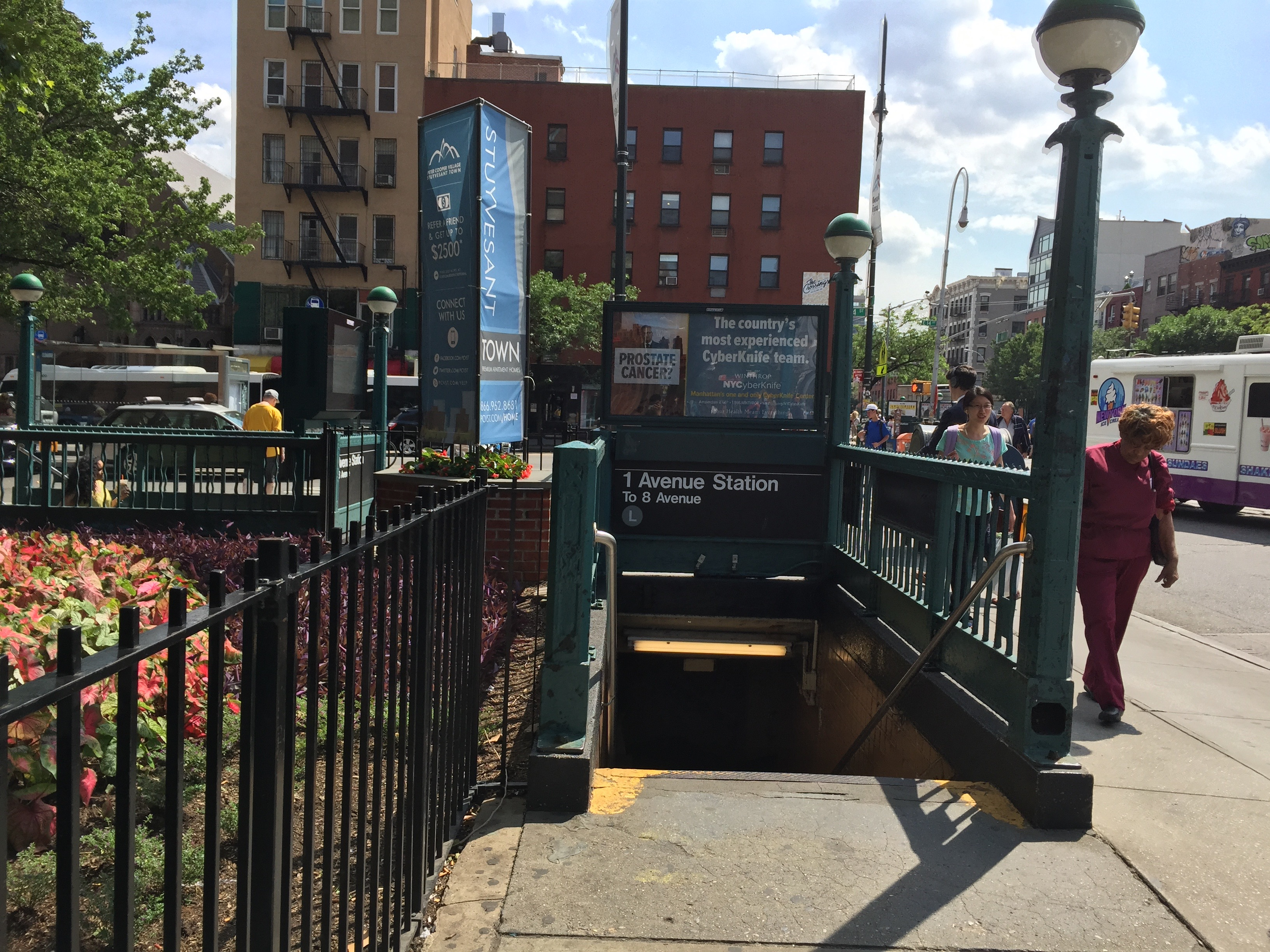
入口

1番街駅はカナーシー線のマンハッタン区内最東端の駅である。駅の東でイースト川の下を潜ると、ブルックリン区ウィリアムズバーグに入る。
相対式ホーム2面2線で、ホームには柱はない。ホーム壁面にはBMTスタイルのタイルモザイクの帯と駅名標がある。最初は "1" の銘板が等間隔に設けられていただけだったが、後にタイムズ・ニュー・ローマン体で "FIRST AVE" と書かれた駅名標が設けられた。
1983年9月にはニューヨーク交通警察の白人警官6人が駅壁面に落書きをしていた黒人のマイケル・スチュワートを殺害する事件が起きた。警官達は裁判にかけられたが、陪審も全員白人であり、無罪が言い渡された。

### 出入口
改札は各ホーム西端のホームより高い位置にあり、地上への階段は南行ホームは1番街と14丁目交差点の南東に1つ、北行ホームは同交差点北東に2つ接続する。なお、改札はホーム別に異なっておりホーム間連絡通路はない。
MTAはアベニューAの入口にエレベーターを設置することを検討していたが、2020年8月6日にホーム東側に新設された改札と共に使用開始した。北行ホームは14丁目とアベニューAの交差点北西に階段2本とエレベーター1基、南行ホームには同交差点南西に階段2本とエレベーター1基が接続している。

## 画像

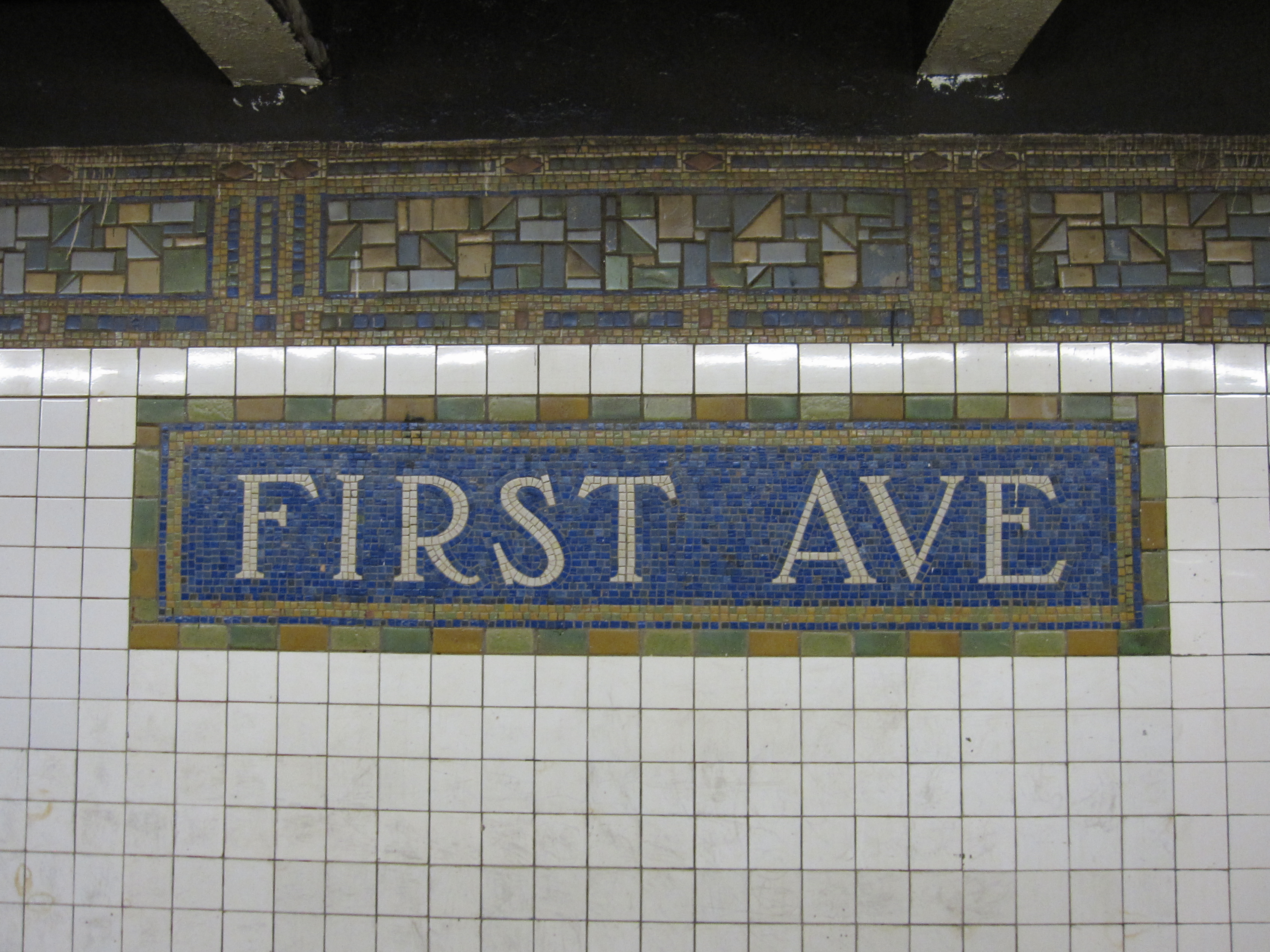
駅名標
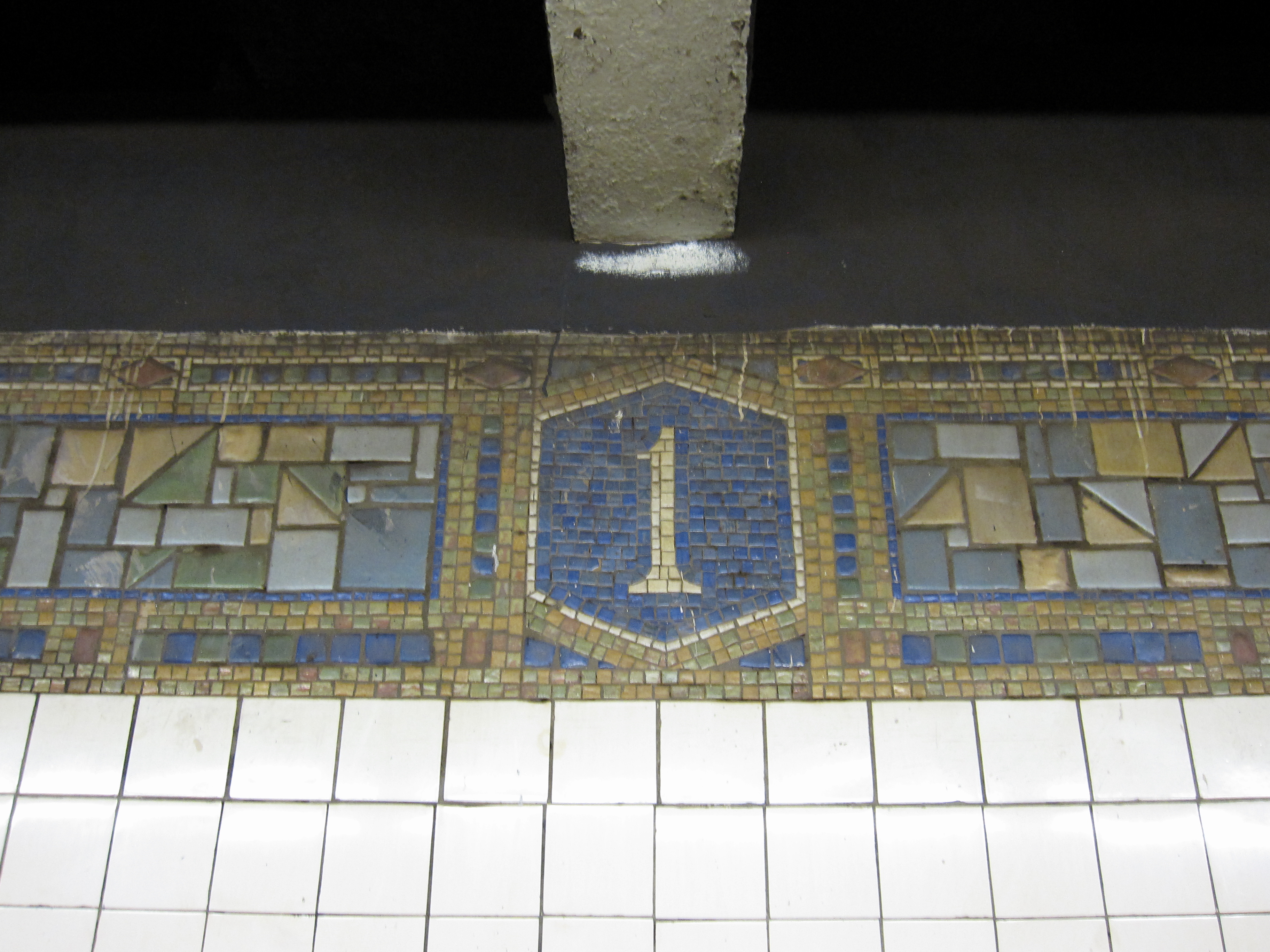
銘板
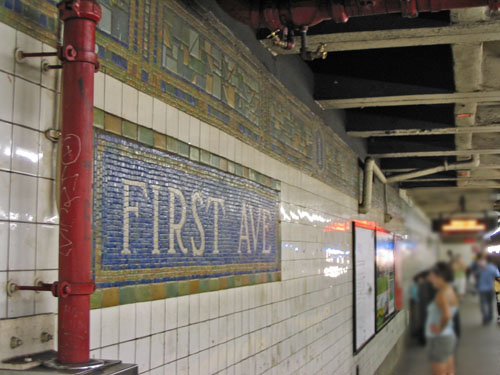
壁面

## 周辺施設
- ベス・イスラエル・メディカルセンター
- スタイベサント高校（英語版）旧校舎（ハイスクール・フォー・ヘルス・プロフェッション・アンド・ヒューマン・サービシズ（英語版）、インスティテュート・フォー・コラボレイティブ・エデュケーション、PS 226）
- スタイベサント・スクエア（英語版）
- スタイベサント・タウン（英語版）